# Foolish (Ashanti)
Foolish è un singolo della cantante statunitense Ashanti, pubblicato il 26 febbraio 2002 come primo estratto dell'album Ashanti.

## Descrizione
Il singolo è stato prodotto da Irv Gotti e scritto dalla cantante insieme a Channel 7,  M. DeBarge, e E. Jordan. Il singolo è arrivato alla prima posizione della Billboard Hot 100 (oltre a quella della classifica R&B), dove è rimasto stabile in vetta per dieci settimane consecutive, ed ha avuto successo in tutto il mondo. La canzone è stata nominata ai Grammy del 2003 come Best R&B Vocal Performance - Female, mentre il video che ne è stato prodotto agli MTV Video Music Awards del 2002 in ben tre categorie. Il singolo ha vinto un premio ai Soul Train Awards come Best R&B/Soul Single for Female. Foolish è il singolo di Ashanti ad aver ottenuto maggior successo negli Usa, ed ha permesso alla cantante di diventare la prima artista femminile ad ottenere simultaneamente due singoli nelle prime due posizioni della Hot 100, con What's Luv (collaborazione con Fat Joe) al numero 2.
Il produttore Irv Gotti ha composto la base musicale della canzone utilizzando il campionamento di un pezzo dei DeBarge del 1983, Stay With Me, usato precedentemente nello stesso identico modo da Notorious B.I.G. per la hit del 1995 One More Chance. Il testo della canzone vede come protagonista una donna che soffre a causa di una relazione amorosa, ma che non riesce a lasciare il compagno perché ne è comunque innamorata. Questa situazione è sintetizzata dal ritornello, che parla di come siano freddi i giorni senza di lui e dolorosi quelli spesi insieme, e che nonostante il cuore della ragazza non possa sopportare più dell'altro, torna sempre da lui.

## Video musicale
Lo stesso Irv Gotti ha diretto il videoclip del singolo, nella visione della Murder Inc. Records che vedeva tutte le persone che ne facevano parte come una grande famiglia. Girato nel gennaio del 2002, il videoclip ha come trama la fine e la riconciliazione di una coppia formata da Ashanti e dall'attore Terrence Howard. Il personaggio interpretato da Howard rimane invischiato in lavori sporchi con cui riesce a guadagnare molti soldi e tradisce Ashanti con un'altra ragazza, causando dopo molti<litigi la fine del rapporto. Sotto consiglio degli amici torna a casa da Ashanti, che nel frattempo aveva fatto le valigie pronta ad andarsene, e riesce a farsi perdonare. Il video si chiude su un fermo immagine dell'attore che chiude la porta di casa, seguito dal titolo del video "Foolish", che significa "Stupido". Il video è ispirato, nella storia, nell'ambientazione e nello stile, a Quei Bravi Ragazzi di Martin Scorsese, con Ashanti e Terrence Howard idealmente nei ruoli dei coniugi Hill (interpretati nel film da Ray Liotta e Lorraine Bracco, Ja Rule in quelli di Paul Cicero (Paul Sorvino)e Irv Gotti in quelli di Jimmy Conway (Robert De Niro); compaiono nel video altri membri della Murder Inc., tra cui le rapper Charli Baltimore e Vita nel ruolo delle amiche della cantante, e Channel 7 in quelli di un cliente di un bar.

## Accoglienza
Foolish debutta nella Hot 100 il 16 febbraio 2002 alla posizione numero 78. Il 16 marzo, durante la sua quinta settimana di presenza, entra già in top20 al numero 20: da qui l'ascesa si fa sempre più veloce, finché il 20 aprile il singolo non raggiunge la numero 1, dove rimane stabile per 10 settimane consecutive, record che permette alla canzone di entrare a far parte della rosa dei brani con il maggior numero di settimane passate in testa alla Hot 100 nella storia della musica; questo record è condiviso con Dilemma di Nelly, un'altra hit del 2002. Il singolo ha raggiunto la prima posizione anche nella Hot R&B/Hip-Hop Songs, dove è entrato al numero 65 il 19 gennaio e dove ha passato otto settimane al numero 1, con un totale di 41 settimane passate in classifica. Nonostante questo fosse il primo singolo dell'artista, Ashanti era già entrata in classifica grazie alla collaborazione su due singoli, uno di Ja Rule e l'altro di Fat Joe. Grazie al singolo di Ja Rule, Always on Time, Ashanti aveva già raggiunto il numero 1 della Hot 100 all'inizio del 2002, mentre con What's Luv, il singolo di Fat Joe, il numero 2. Ma proprio grazie al singolo di Fat Joe la cantante è entrata nella storia della musica come la prima artista femminile ad avere simultaneamente due singoli nelle prime due posizioni della Hot 100. Dopo il successo ottenuto con queste due collaborazioni Ashanti è riuscita a fare di meglio con il suo primo singolo da artista principale, tanto che Foolish è stata classificata come il singolo R&B/Hip hop di maggior successo del 2002, e il secondo singolo pop di maggior successo.
Anche nelle classifiche R&B del Regno Unito il singolo è arrivato al numero 1, mentre nella classifica generale al numero 4. A differenza di quanto accaduto negli Stati Uniti, sia in Australia che in Nuova Zelanda il singolo non è riuscito a superare il successo dei due singoli precedenti, ma è comunque entrato in top10 in entrambi i casi. In Svizzera è entrato in classifica al numero 60, per poi raggiungere la sua posizione più alta, la numero quindici, durante la sua quarta settimana di presenza in classifica. Nelle classifiche dei Paesi Bassi invece ha saputo fare di meglio, arrivando al numero 12 e spendendo 7 settimane nella top20.

## Tracce
CD single Europa
1. Foolish [Radio Edit] - 3:52
2. Necio (Spanish Version) - 3:52
3. Foolish [Instrumental] - 3:52

Maxi single Australia/USA
1. Foolish [Radio Edit] - 3:52
2. Foolish [Album Version] - 3:48
3. Foolish [Instrumental] - 3:51
4. Foolish [Video]

5" CD single Regno Unito
1. Foolish [Album Version] - 3:48
2. Unfoolish [Clean Album Version] - 3:15
3. Foolish [Topnotch Remix]
4. Foolish [Video]

## Classifiche
| Classifica (2002)                    | Posizione massima |
| ------------------------------------ | ----------------- |
| Australia                            | 6                 |
| Austria                              | 49                |
| Belgio (Fiandre)                     | 49                |
| Belgio (Vallonia)                    | 37                |
| Francia                              | 62                |
| Germania                             | 6                 |
| Nuova Zelanda                        | 8                 |
| Paesi Bassi                          | 12                |
| Regno Unito                          | 4                 |
| Regno Unito (R&B)                    | 1                 |
| Svezia                               | 52                |
| Svizzera                             | 15                |
| U.S. Billboard Hot 100               | 1                 |
| U.S. Billboard Hot R&B/Hip-Hop Songs | 1                 |

## Riconoscimenti
Foolish è il brano della cantante ad aver ottenuto il maggior numero di nomination e premi. Il singolo ha preso una nomination ai Grammy del 2003 come Best Female R&B Vocal Performance, insieme ad altre quattro nomination per le collaborazioni con Fat Joe e Ja Rule e per l'album; l'unico Grammy che è stato portato a casa è stato quello per il miglior album R&B contemporaneo con Ashanti.

### Lista delle nomination
In Grassetto compaiono i titoli vinti.

#### 2002
- Lady of Soul Awards
  - Best R&B/Soul Single
  - R&B/Soul Song of the Year
  - Best R&B/Soul Music Video
- Teen Choice Awards
  - Choice R&B/Hip-Hip Single
- MTV Video Music Awards
  - Best Female Video
  - Best R&B Video
  - Best New Artist In A Video
- Billboard Music Awards
  - R&B/Hip-Hop Single of the Year

#### 2003
- Grammy Awards
  - Best Female R&B Vocal Performance
- ASCAP Pop Music Awards
  - Award-Winning Pop Song
- ASCAP Rhythm & Soul Music Awards
  - Top R&B/HIP-HOP Song
- Soul Train Awards
  - Best R&B/Soul Single, Female
- MTV Japan Video Music Awards
  - Best New Artist in a Video
  - Best R&B Video